# (2970) Pestalozzi
(2970) Pestalozzi (1978 UC) – planetoida z pasa głównego asteroid okrążająca Słońce w ciągu 4,29 lat w średniej odległości 2,64 j.a. Odkryta 27 października 1978 roku.